# 荒船・東谷風穴蚕種貯蔵所跡
荒船・東谷風穴蚕種貯蔵所跡（あらふね・あずまやふうけつさんしゅちょぞうしょあと）は、群馬県下仁田町の荒船風穴および同県中之条町の東谷風穴を対象とする国指定の史跡である。明治時代後期から大正時代にかけては、全国的に風穴を蚕種（蚕の卵）の貯蔵に利用することが行われていた。その中でも、荒船風穴は最大規模の蚕種貯蔵施設として機能しており、県内では東谷風穴がそれに次いだ。荒船・東谷の両風穴は蚕種貯蔵風穴の中で、国指定の史跡となった最初の事例である。また、荒船風穴は世界遺産「富岡製糸場と絹産業遺産群」の構成資産である。

## 蚕種保存風穴
| 県名   | 蚕種貯蔵風穴の数 |
| ------ | ---------------- |
| 長野県 | 112              |
| 山梨県 | 20               |
| 岐阜県 | 16               |
| 山形県 | 12               |
| 長崎県 | 11               |
| 群馬県 | 7                |

江戸時代末期の開港以来、生糸や蚕種は日本の重要な輸出品となっており、明治時代に製糸業が発達すると、原料となる繭の増産が求められるようになった。しかし、蚕は基本的に春に孵るので、増産のためには蚕種が孵る時期を遅らせ、夏や秋に養蚕する数を増やす必要が出てくる。そこで活用されたのが風穴であった。
風穴は夏でも冷風が噴き出すことから、江戸時代には漬物の貯蔵場所などに活用される例があった。風穴は、気温の上昇が孵化の目安となる蚕を蚕種のまま留めおくのに適しているが、日本で最初に風穴を蚕種貯蔵に利用したのは稲核村（現長野県）の前田喜三郎で、1865年（慶応元年）5月のことだったとされている（稲核風穴）。風穴による蚕種貯蔵は、横浜で売れ残った蚕種を保存しておくことにも活用され、長野県のみならず、他の府県でも風穴の利用が見られた。しかし、数の点で他府県を凌駕していたのは長野県で、明治43年には全国1府33県に点在していた風穴240か所のうち、実に112か所が長野に集中していた。風穴が増えるようになると、国も蚕業取締規則（1911年）を制定し、蚕種貯蔵風穴を地方長官の許可制にするなど、規制を敷いた。
群馬県では、明治4年（1871年）に一度だけ風穴が利用されたが、あまり成績が良好でなく、このあと明治30年代後半まで見られなくなる。その群馬での本格的な風穴利用の初期に作られ、日本最大級の蚕種貯蔵風穴に成長したのが荒船風穴である。

## 荒船風穴

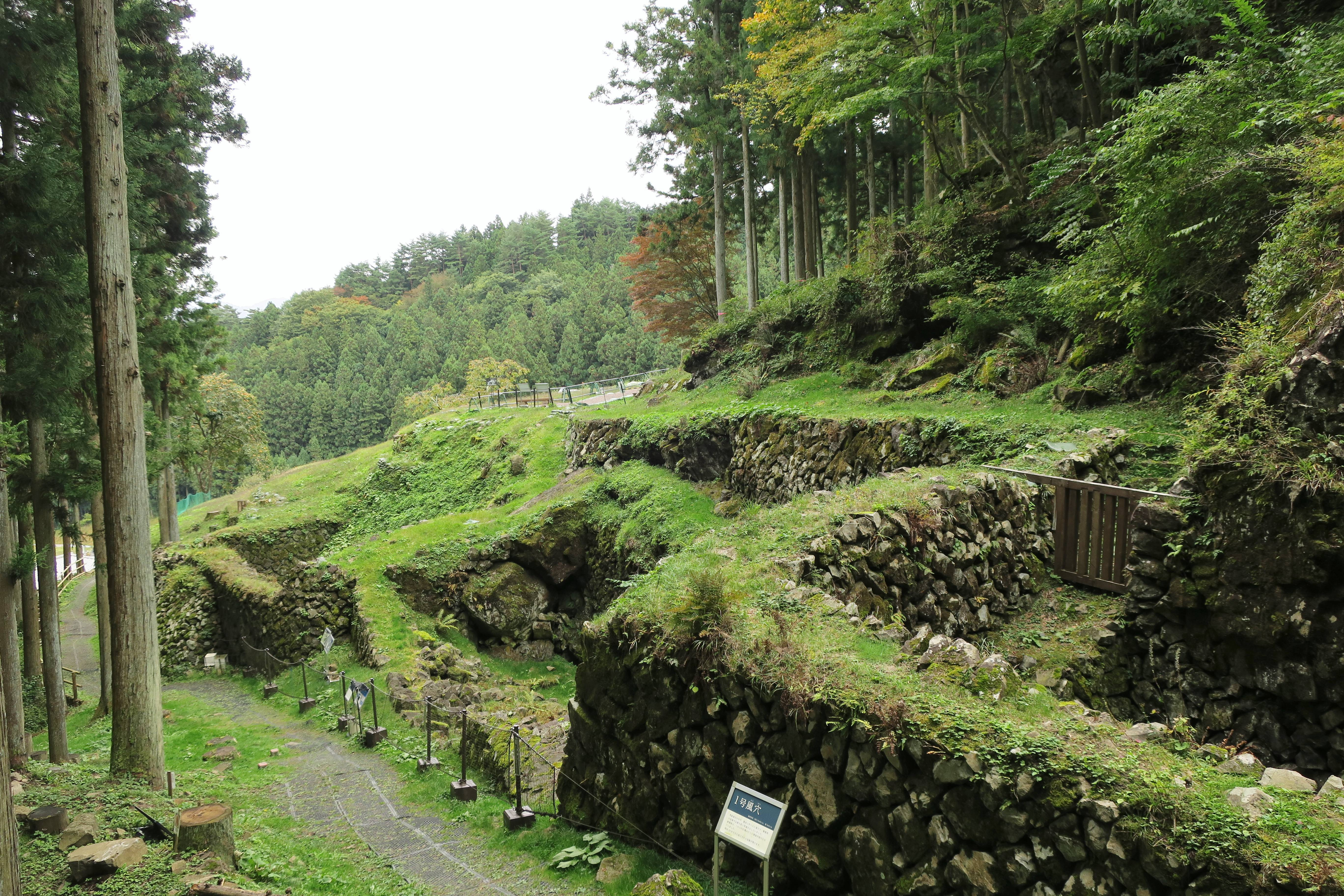
荒船風穴

荒船風穴（荒船風穴蚕種貯蔵所跡・北緯36度14分48.0秒 東経138度38分7.7秒）は、群馬県下仁田町の中心部から西に約16km、標高840m前後の地点に残る史跡である。この蚕種貯蔵施設は庭屋静太郎（にわや せいたろう）・千壽（せんじゅ）の親子によって作られた。
庭屋静太郎は村長や県会議員を務めたこともある人物で、1893年（明治26年）に地元の組合製糸業者が甘楽社から独立して下仁田社を結成した際には、その取締役に就任していた。その息子である千壽は高山社蚕業学校の卒業生であり、在学中に長野の風穴などについての知見を得ていた。千壽は自宅周辺を調査して回り、自宅から7kmの位置にある風穴に着目し、蚕種貯蔵に使えるかどうか検討した。こうして形成されたのが荒船風穴である。
群馬県での本格的な最初の風穴は1903年（明治36年）の榛名風穴であるが、荒船風穴はその2年後に第1号風穴が完成した。最終的な荒船風穴は1908年（明治41年）に完成した第2号、1913年（大正2年）に完成した第3号も合わせた3つの風穴で構成される。これらの蚕種貯蔵風穴の建設に当たっては、東京蚕業講習所長の本多岩次郎、高山社社長の町田菊次郎をはじめとする各種専門家たちの協力を仰いだ。石積みの風穴の上に、土蔵のような建物を建て、中は地下2階、地上1階の3層に分けられていた。これは春蚕、夏秋蚕の貯蔵を分けた上、出荷の際には順に層を上がることで、自然に外気の温度に慣れさせるようにする配慮からであった。
|       | 間口 （単位 : 間） | 奥行き （単位 : 間） | 深さ （単位 : 尺） |
| ----- | ------------------ | -------------------- | ------------------ |
| 第1号 | 7                  | 3.5                  | 15                 |
| 第2号 | 11.5               | 3.5                  | 15                 |
| 第3号 | 8                  | 3.5                  | 15                 |

荒船風穴は、規模の点で突出していた。第3号完成前の数字になるが、1909年（明治42年）に調査された時点の貯蔵可能な蚕種枚数は110万枚、群馬県内の蚕種貯蔵風穴の中で次に多いのは榛名風穴の10万枚であった。また、蚕種貯蔵風穴数全国一だった長野県で1905年に行われた調査では、湖南村の風穴の42万弱が単独では最も規模の大きなものであり、前記の群馬の調査と同じ1909年時点での長野県の蚕種貯蔵風穴数は112、総貯蔵枚数は187万3000枚弱であった。
荒船風穴は1912年の時点で、2府32県の養蚕農家から蚕種貯蔵を請け負っていた。一時は朝鮮半島からの委託もあったという。その運営会社として庭屋静太郎が設立したのが春秋館である。社名の由来は、春蚕に比べて質が落ちるとされた秋蚕を、春蚕に比肩しうる水準に高めたいという願いが込められたものであったという。春秋館の事業内容は蚕種貯蔵にとどまらず、蚕種製造業、蚕種委託販売なども含んでおり、高山社分教場も併設していた。
春秋館は自宅に設置された事務所であったことから、山間部にある荒船風穴と離れていたが、その管理棟との連絡のために専用の電話を私費で引いた。搬入・出荷に際しては、上野鉄道（現上信電鉄）下仁田駅と春秋館の間は自動車、春秋館と荒船風穴の間は馬車が活用された。
こうして荒船風穴は全国一の蚕種貯蔵施設として栄えたが、この種の風穴は人工孵化法の発見や氷冷蔵の普及などによって次第に廃れるようになった。昭和時代になると蚕種貯蔵風穴は全国でその数を大きく減らしていくこととなり、荒船風穴も昭和14年の統計では、蚕種貯蔵がなされていないものとして扱われていた。
その後、1950年代に上屋は失われ、現在残るものは石積みの残る風穴だけとなっている。この保存のために、屋根をかけるという案も出ているが、これについて、世界遺産委員会の諮問機関である国際記念物遺跡会議 (ICOMOS) からは、その利害得失をよく勘案するようにとの助言があった。

## 東谷風穴
東谷風穴（北緯36度38分4.6秒 東経138度52分39.3秒 / 北緯36.634611度 東経138.877583度）は、群馬県中之条町の中心部から北東6km、標高680m地点に残る史跡である。別名は吾妻風穴（あがつまふうけつ）、戦後の呼称は栃窪風穴（とちくぼふうけつ）である。第一号、第二号の2つの風穴が存在するが、荒船風穴同様、上屋は失われている。
奥木仙五郎（おくぎ せんごろう）が1906年（明治39年）に整備を始め、翌年に蚕種貯蔵の営業を始めた。その2年後の時点では蚕種貯蔵枚数は4000枚にとどまったが、のちに10万枚を超え、県内2位の風穴に成長したとされる。東谷風穴は全国展開した荒船風穴と異なり、吾妻郡内を主たる取引圏としていただけに、そうした地域的な風穴の中では全国有数の規模だったとされている。

## 文化財保護と世界遺産
2006年に群馬県と県内の4市3町1村が世界遺産候補として文化庁に共同提案した「富岡製糸場と絹産業遺産群 - 日本産業革命の原点」には、構成資産として荒船風穴と東谷風穴（推薦名は「栃窪風穴」）が含まれていた。
世界遺産として推薦されるためには、まず国内の法令などによって保護されている必要がある。2006年の時点では、いずれの風穴も文化財指定を受けていなかったが、「荒船･東谷風穴蚕種貯蔵所跡」として、2010年2月22日に国から史跡に指定された。指定理由としては、「荒船風穴は全国一の貯蔵規模を誇って全国的な取引を行い、東谷風穴は地域の風穴としては規模が大きく、ともに群馬県を舞台に展開した近代養蚕・製糸業を知るうえで貴重である」ことが挙げられていた。
その後、世界遺産の推薦候補の絞込みの中で類似する物件の一本化などが行なわれた結果、東谷風穴は推薦候補から外れた。
他方で、荒船風穴は富岡製糸場、田島弥平旧宅、高山社跡とともに正式推薦時の構成資産となった。その理由は、田島弥平旧宅、高山社跡と共通する優良品種の開発・普及のほか、養蚕業を1年に複数回できるようにする上で蚕種貯蔵風穴の存在は大きく、荒船風穴はその典型例かつ最大規模であったことである。こうした位置づけの証明として荒船風穴の遺跡が備えている完全性と真正性に対しては、ICOMOSはいくらかの留保はつけたものの、おおむね良好な評価を与えた。こうしたICOMOSの判断も踏まえ、2014年6月の第38回世界遺産委員会で登録された。

## 観光

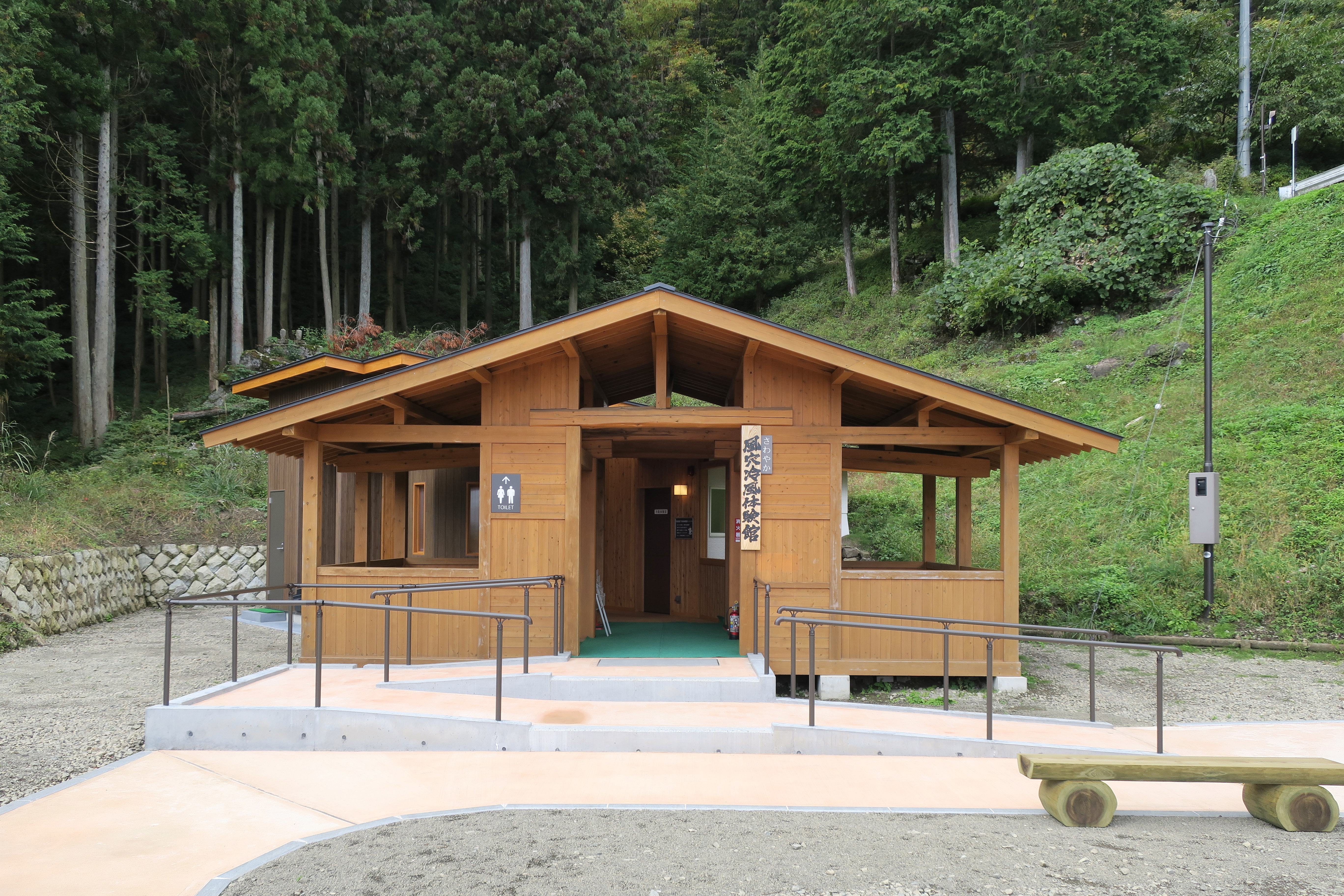
風穴冷風体験館（荒船風穴）
2018年開設。岩から吹き出す冷風を体験できる。

荒船風穴の最寄り駅は上信電鉄下仁田駅だが、そこからタクシー等で30分ほどかかる。自家用車などで上信越自動車道を使う場合は、下仁田インターチェンジから約30kmである。下仁田町役場は観光客に対し、山の中にあるため、服装に気を付けることや携帯電話がほぼつながらないこと、途中の道でのクマ、ヘビなどとの遭遇などに注意を喚起している。
東谷風穴は、一般の観光客向けの整備は行われていない。